# Stamátios Nikolópoulos
Pour les articles homonymes, voir Nikolopoulos.
Stamátios Nikolópoulos (en grec moderne : Σταμάτιος Νικολόπουλος), était un coureur cycliste grec, double médaillé d'argent lors des Jeux olympiques d'été de 1896 à Athènes.
Nikolópoulos dispute deux épreuves de cyclisme qu'il termine derrière le Français Paul Masson. Le temps de Nikolópoulos en vitesse est de 5 minutes 00,2 secondes.  
Sur la plus courte distance, Stamátios Nikolópoulos est d'abord classé deuxième à égalité avec Adolf Schmal avec un temps de 26,0 secondes. Une nouvelle manche est concourue pour les séparer, que Schmal perd avec un écart de 1,2 seconde en 26,6 secondes.

## Palmarès

### Jeux olympiques
- Jeux olympiques de 1896 à Athènes (Grèce) :
  - Cyclisme :
    -  Médaille d'argent sur le contre-la-montre (tour de piste de 333 m)
    -  Médaille d'argent de la vitesse individuelle (2 km)